# Yūnagi Loop
Yūnagi Loop (夕凪Loop?, Pacifico Loop serale) è il quinto album studio della cantante giapponese Maaya Sakamoto, pubblicato il 26 ottobre 2005 dalla Victor Entertainment. La prima tiratura del disco è stata pubblicata con allegato un CD-ROM contenente i video musicali di Loop e Honey Come.

## Tracce
1. Hello - 5:18
2. Honey Come (ハニー・カム?) - 4:50
3. Loop (ループ, Rupu?) - 5:24
4. Wakaba (若葉, New Leaves?) - 5:23
5. Paprika (パプリカ?) - 3:54
6. My Favorite Books - 4:20
7. Tsuki to Hashirinagara (月と走りながら, While Running with the Moon?) - 3:54
8. No Fear / Ai Suru Koto (No Fear／あいすること, No Fear / Things I Love?) - 4:12
9. Unison (ユニゾン?) - 5:41
10. Fuyu Desu ka (冬ですか, Is It Winter??) - 4:55
11. Yūnagi Loop (夕凪Loop, Peaceful Evening Loop?) - 4:55
12. A Happy Ending - 2:55

## Classifiche
| Classifica           | Posizione massima |
| -------------------- | ----------------- |
| Oricon Weekly Albums | 8                 |